# Phaonia protuberans
Phaonia protuberans är en tvåvingeart som beskrevs av Malloch 1923. Phaonia protuberans ingår i släktet Phaonia och familjen husflugor. Inga underarter finns listade i Catalogue of Life.